# 单斜構造
單斜構造（英語：Monocline）是岩層中的一種階梯狀褶皺，由在水平或傾角較緩地層序列內的傾角較陡區域組成。

## 形成方式
單斜可以以幾種不同的方式形成（見圖）

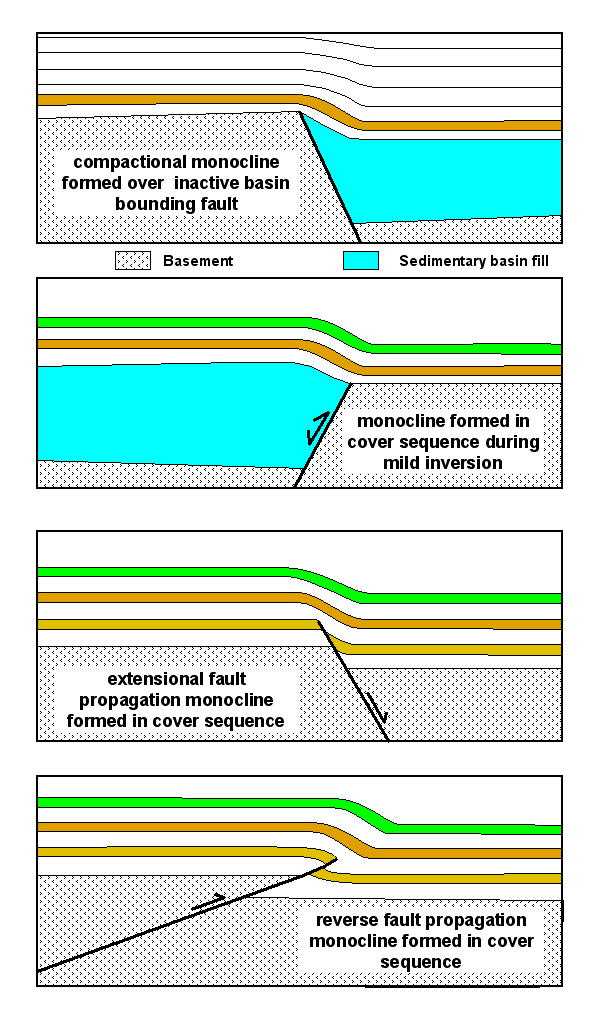
形成單斜構造的模式

盆地邊緣斷層的上覆地層序列差異壓實：由於盆地填充物具有更大的壓實性，導致地層下陷，在盆地邊緣形成單斜構造。 
伸展斷層的後期構造反轉導致上覆地層序列中的單斜構造。 
由基底伸展斷層向上延申到上覆地層層序列所造成。 
由反向斷層向上延申到上覆地層序列所造成。

## 實例
Waterpocket Fold，地點：猶他州Capitol Reef National Park 。
Comb Ridge，地點：猶他州南部。
Grandview-Phantom Monocline，地點：亞利桑那州大峽谷 。
Grand Hogback，地點：科羅拉多州。
Lebombo Mountains地點：南部非洲 。
Lapstone Monocline地點：澳大利亞Blue Mountains。
Beaumaris Monocline地點：澳大利亞。
Purbeck Monocline 地點：英格蘭，Isle of Purbeck, Dorset 。
Fore-Sudetic Monocline，地點：波蘭。
Sindh Monocline, 地點：巴基斯坦。
Torres Flexure，地點：巴西南部 。